# ديفيد وارنر هاغن
ديفيد وارنر هاغن (بالإنجليزية: David Warner Hagen)‏ هو محامي وقاضي أمريكي، ولد في 2 أكتوبر 1931 في كامدن في الولايات المتحدة.